# 川西村 (香川県)
川西村（かわにしむら）は、香川県綾歌郡にあった村。現在の丸亀市川西町。

## 歴史
- 1890年2月15日 - 町村制施行に伴い、鵜足郡西小川村（にしおがわむら）、西二村（にしふたむら）が合併し、川西村が発足。
- 1899年4月1日 - 鵜足郡が阿野郡と合併し、綾歌郡となる。
- 1954年3月31日 - 丸亀市に編入され消滅。